# Harrisina
Harrisina là một chi bướm đêm thuộc họ Zygaenidae.

## Các loài
- Harrisina americana – Grapeleaf Skeletonizer (Guérin-Méneville, [1832])
- Harrisina aversus (H. Edwards, 1884)
- Harrisina coracina (Clemens, 1860)
- Harrisina cyanea (Barnes & McDunnough, 1910)
- Harrisina guatemalena Druce, 1884
- Harrisina lustrans (Beutenmüller, 1894)
- Harrisina metallica – Western Grapeleaf Skeletonizer Stretch, 1885
- Harrisina mystica (Walker, 1854)
- Harrisina rumelii Druce, 1884